# 3158 Anga
3158 Anga (1976 SU2) là một tiểu hành tinh vành đai chính được phát hiện ngày 24 tháng 9 năm 1976, bởi Chernykh, N. ở Nauchnyj.